# Шень Фу
Шень Фу (*沈復, 1763—1825) — китайський письменник та художник часів династії Цін.

## Життєпис
Походив з родини державних службовців. Народився у м. Чанчжоу (частина сучасного Сучжоу провінції Цзянсу). У 1777 році разом із батьком переїздить до Шаосіна (провінція Чжецзян), де завершив навчання. Після складання провінційного іспиту призначається особистим секретарем голови янменя (магістрату) Сучжоу. У 1784 році брав участь в інспекції імператора Цяньлуна південним Китаєм.
У 1790-х роках намагався займатися торгівлею (відкрив винну крамницю), проте без особливого успіху. Водночас займається літературною діяльністю. Внаслідок суперечки з батьком вимушений був залишити рідне місто, після цього подорожував Китаєм.

## Творчість
Відомий своїм твором «Шість нарисів про швидкоплинне життя». Китайська література до появи цих нарисів не знала іншого твору, в якому з такою сповідальною щирістю автор розповідав би про своє життя. У цьому автобіографічному творі, близькому до щоденникових записів від першої особи, глибоко особисті переживання перемежовуються спогадами про поїздки по різних мальовничих районах країни, нотатками про вірші й картини, мистецтво садівництва, роздумами про життєві радощі. Головне ж місце займає невигадлива і надзвичайно щира розповідь про життя молодого подружжя — Шень Фу і його рано померлої молодої дружини Чень Юнь.